# Las Varas
Las Varas é um município da província de Córdova, na Argentina.